# Daniel Roher
Daniel Roher (Ontario, 1993) è un regista, sceneggiatore e documentarista canadese, vincitore dell'Oscar al miglior documentario nel 2023.

## Biografia
Nato in Canada nel 1993 da una famiglia ebraica, inizia a produrre a scrivere articoli su giornaletti canadesi sin da piccolo. Nel 2019 ottiene il plauso di pubblico e critica: dirige Once Were Brothers: Robbie Robertson and the Band che viene presentato al Toronto International Film Festival 2019. Nel 2023, grazie al documentario Navalny, da lui scritto e diretto, ha vinto l'Oscar al miglior documentario.

## Riconoscimenti
- Premio Oscar
  - 2023 - Miglior documentario per Navalny
- Toronto International Film Festival
  - 2019 - Candidatura al miglior film documentario per Once Were Brothers: Robbie Robertson and the Band